# 허건 (영화 감독)
허건(1991년 ~ )은 대한민국의 영화 감독이다. 

## 연출 작품 목록
- 불편한 영화제(2018) …감독(단편)
- 무기들의 시간(2019) …감독(단편)
- 사나이신드롬(2021) …감독(단편)
- 연인(2021) …감독(단편)
- 너멍굴너머(2021) …감독(장편)

## 수상
- 2019년 제12회 서울세계단편영화제 금상 (무기들의 시간)
- 2021년 제22회 전주국제영화제 J비전상 (연인)